# Max Jungmann
Max Jungmann (geboren 1. April 1875 in Schildberg, Kreis Schildberg; gestorben 1970 in Haifa) war ein deutscher Arzt, Chefredakteur und Zionist. 

## Leben
Jungmann studierte Medizin in Berlin und Freiburg und wurde 1900 promoviert. Er war Mitglied des Studentenvereins Jung-Israel und diplomatischer Vertreter der zionistischen Organisation in London. Er war Mitglied einer Studentenverbindung des Kartells Jüdischer Verbindungen. Er praktizierte als Arzt.
Im Mai 1903 erschien eine einzige Ausgabe der satirischen, zionistischen Zeitschrift Der Schlemihl – Illustriertes jüdisches Blatt für Humor und Satire. Herausgeber waren Sammy Gronemann und Leo Winz. Mitarbeiter waren neben Jungmann noch Emil Simonson und Theodor Zlocisti. Julius Moses übernahm den Verlag und Jungmann wurde Chefredakteur des Blattes aus urheberrechtlichen Gründen unter dem neuen Titel Schlemiel. Jüdische Blätter für Humor und Kunst. Mit dabei waren wieder Gronemann, Simonson und Zlocisti. Die letzte reguläre Ausgabe erschien im Mai 1905, gefolgt von zwei Sondernummern 1907 und 1908. Nach dem Ersten Weltkrieg legte der Berliner Welt-Verlag die Zeitschrift neu auf, wieder war Jungmann Chefredakteur. Herausgeber war damals Menachem Birnbaum. 
Jungmann war vermutlich der Hauptautor für Birnbaums Briefe aus Neu-Neuland.
Nach der Machtübergabe an die Nationalsozialisten emigrierte Jungmann 1938 nach Palästina. 

## Werke
- Heinrich Heine, ein Nationaljude. 1896
- Dornen [Gedichte]: Leonhard Simion NF., 1906
- Jochanan von Giskalda : ein Schauspiel. Berlin : Horoditsch & Marx, 1928
- Erinnerungen eines Zionisten. Mass Verlag, Jerusalem 1959.